# Östra dammarna
Östra dammarna är ett kommunalt naturreservat beläget strax norr om Lomma i Lomma kommun i Skåne län. 
Området är naturskyddat sedan 2013 och är 25 hektar stort. 
Östra dammarna kom till under 1800-talet när Svensabruket använde området som lertäkt för produktion av tegel. Den så kallade ”Lommaleran” är en senglacial marin lera och dess gulaktiga färg kan ännu ses på många tegelhus i området. 1950 lades Svensabruket ner och lertäkterna fylldes med vatten. Snart därefter började dammarna att locka till sig ett rikt fågelliv och redan 1982 blev den första dammen i området skyddad som naturreservat. 2013 utökades reservatet till att omfatta ytterligare två mindre dammar samt omgivande ängs- och ruderatmarker.